# Административна подјела Сирије
Сирија је административно подијељена на 14 покрајина (арап. محافظة - мухафаза). Свака покрајина има своју мјесну скупштину. Покрајину Кунејтру је окупирао Израел 1973. године и анектирао 1981. године, а дио покрајине (демилитаризована зона) је под управом ОУН-а.
Покрајине Сирије су подијељене на 65 округа укључујући и главни град Дамаск. Окрузи су подијељени на 206 нахија.
У 2007. години Сирија је имала 84 већа града и 6.432 других насеља (мањи градови и села).

## Покрајине
|  | Дамаск Кунејтра Дара Сувајда Хомс Тартус Латакија Хама Идлиб Алеп Рака Дајр ез Заур Хасака |

| №   | Српски       | Арапски   | Административни центри | Површина, km² | Становништво, (2011) | Густина ставон., стан./km² |
| --- | ------------ | --------- | ---------------------- | ------------- | -------------------- | -------------------------- |
| 1.  | Алеп         | حلب       | Алеп                   | 18.498        | 4.868.000            | 263,16                     |
| 2.  | Дамаск       | دمشق      | Дамаск                 | 118           | 1.754.000            | 14.864,41                  |
| 3.  | Дамаск       | ریف دمشق  | Дамаск                 | 18.018        | 2.836.000            | 157,40                     |
| 4.  | Дајр ез Заур | دير الزور | Дајр ез Заур           | 33.060        | 1.239.000            | 37,48                      |
| 5.  | Дара         | درعا      | Дара                   | 3.730         | 1.027.000            | 275,34                     |
| 6.  | Идлиб        | ادلب      | Идлиб                  | 6.097         | 1.501.000            | 246,19                     |
| 7.  | Латакија     | اللاذقية  | Латакија               | 2.297         | 1.008.000            | 438,83                     |
| 8.  | Рака         | الرقة     | Рака                   | 19.618        | 944.000              | 48,12                      |
| 9.  | Тартус       | طرطوس     | Тартус                 | 1.896         | 797.000              | 420,36                     |
| 10. | Хама         | حماه      | Хама                   | 10.163        | 1.628.000            | 160,19                     |
| 11. | Хасака       | الحسكة    | Хасака                 | 23.334        | 1.512.000            | 64,80                      |
| 12. | Хомс         | حمص       | Хомс                   | 40.940        | 1.803.000            | 44,04                      |
| 13. | Кунејтра     | القنيطرة  | Кунејтра               | 1.861         | 90.000               | 48,36                      |
| 14. | Сувајда      | السويداء  | Сувајда                | 5.550         | 370.000              | 66,67                      |
|     | Укупно       |           |                        | 185.180       | 21.377.000           | 115,44                     |